# Xochipili
Xochipili je v azteški mitologiji bog ljubezni, lepote, cvetja, koruze in pesmi. Samo ime je sestavljeno iz Nahuatlskih besedi xochitl (cvetje) in pilli (princ/otrok). Včasih je poimenovan tudi kot Macuilxochitl (pet rož). 
Njegova žena je bila Majahuel in imel je sestro-dvojčico Xochiquetzal.